# Station Waddinxveen Noord
Station Waddinxveen Noord is een spoorweghalte aan de spoorlijn Gouda - Alphen aan den Rijn in Waddinxveen. 

## Geschiedenis
Het station werd geopend op 3 juni 1973 als voorstadshalte in het groeiende Waddinxveen. Bij oplevering was het station niet voorzien van een stationsgebouw, maar slechts van een abri. Het station is gebouwd op een viaduct dat reeds is voorbereid op een eventuele uitbreiding naar twee sporen. 
In 2002 werd begonnen met een proef met trams in het kader van de RijnGouwelijn. Ten behoeve hiervan werd het zijperron in 2002 verlengd met een laag perron. Na het schrappen van de RijnGouwelijn werd het lage perron weer verwijderd. 
Sinds 11 december 2016 rijden er treinen van R-net op dit traject. De directe verbinding van Gouda naar Leiden kwam hiermee te vervallen.
In 2019 werd station Waddinxveen Noord en omgeving opnieuw ingericht. Het doel daarvan was de stationsomgeving meer kwaliteit en veiligheid te bieden voor treinreizigers. Het station kreeg nieuw perronmeubilair, nieuwe verlichting en een nieuw omroepsysteem. ProRail heeft de hoogte van de perrons aangepast aan het gebruikte type treinstel NS R-net FLIRT waardoor een gelijkvloerse instap mogelijk werd. De gemeente heeft het voorplein ingericht. Verder zijn de fietsenstalling en het parkeerterrein geheel gerenoveerd. De herinrichting werd in oktober 2019 afgerond.

## Ligging
Het station ligt in het noorden van Waddinxveen op de hoek Staringlaan / Groensvoorde. Het station heeft een fietsenstalling en een parkeerplaats die plaats bieden aan ruim 170 fietsen en 40 auto's.

## Treinen
Het station wordt in de dienstregeling 2025 door de volgende treinseries bediend:
| Serie | Treinsoort    | Route                                       | Bijzonderheden |
| ----- | ------------- | ------------------------------------------- | --- |
| 8600  | Sprinter (NS) | Alphen a/d Rijn – Waddinxveen Noord – Gouda | Rijdt onder de formule van R-net. Vormt een kwartierdienst met de serie 8700 (Behalve 's avonds en in het weekend).   |
| 8700  | Sprinter (NS) | Alphen a/d Rijn – Waddinxveen Noord – Gouda | Rijdt onder de formule van R-net. Rijdt niet 's avonds en in het weekend. Vormt een kwartierdienst met de serie 8600. |

## Fotogalerij

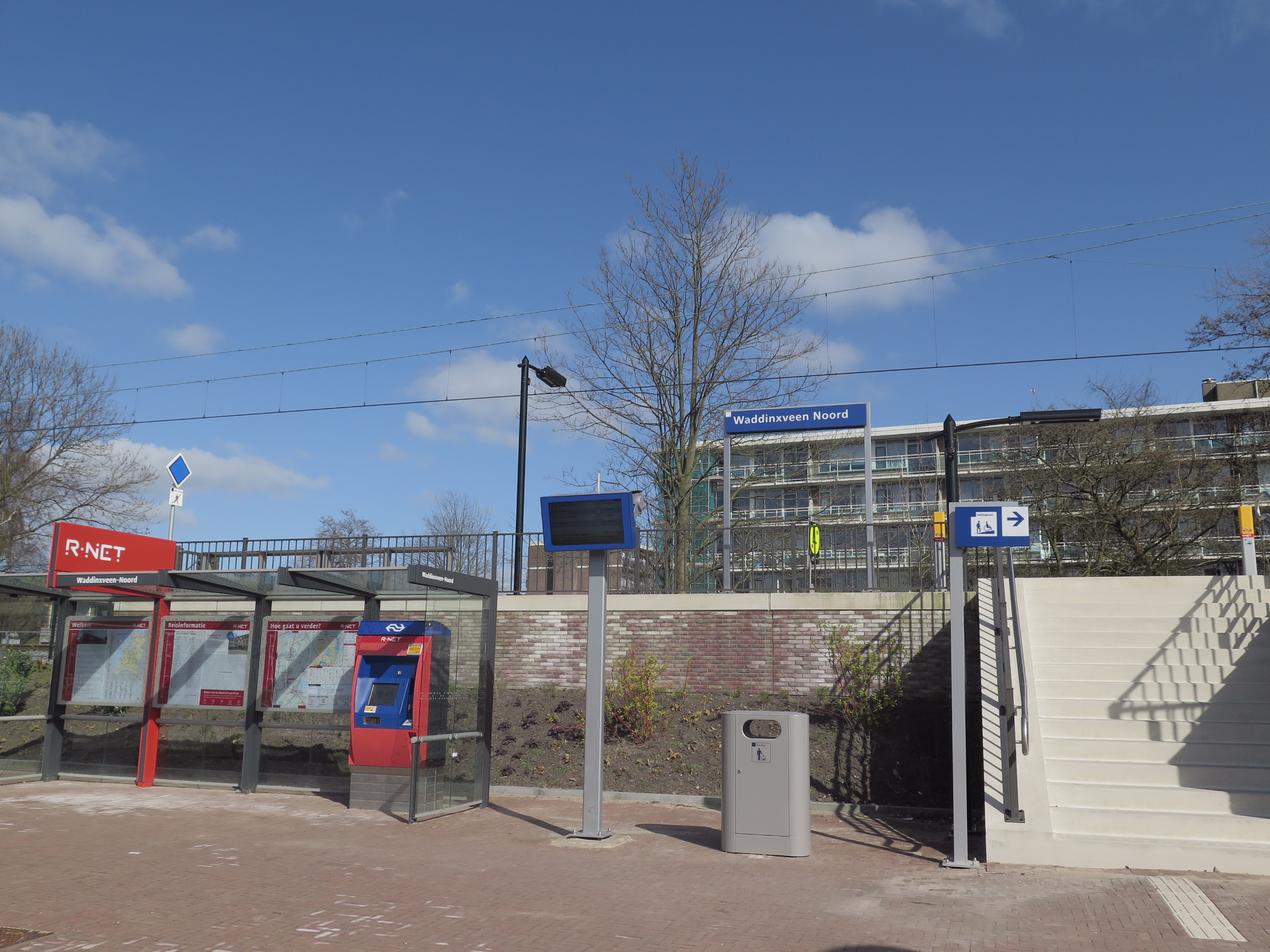
Vooraanzicht station
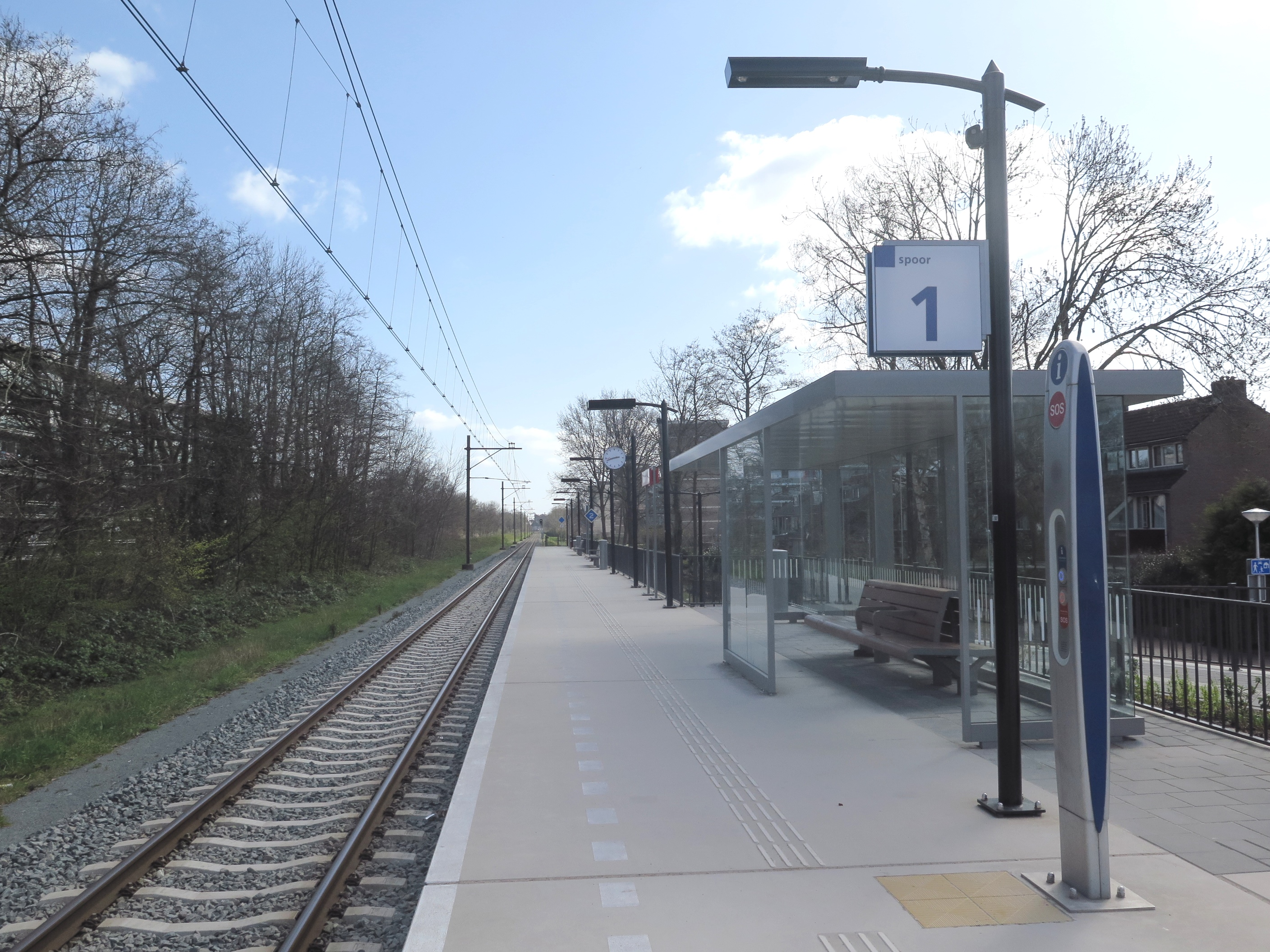
Perron richting Gouda
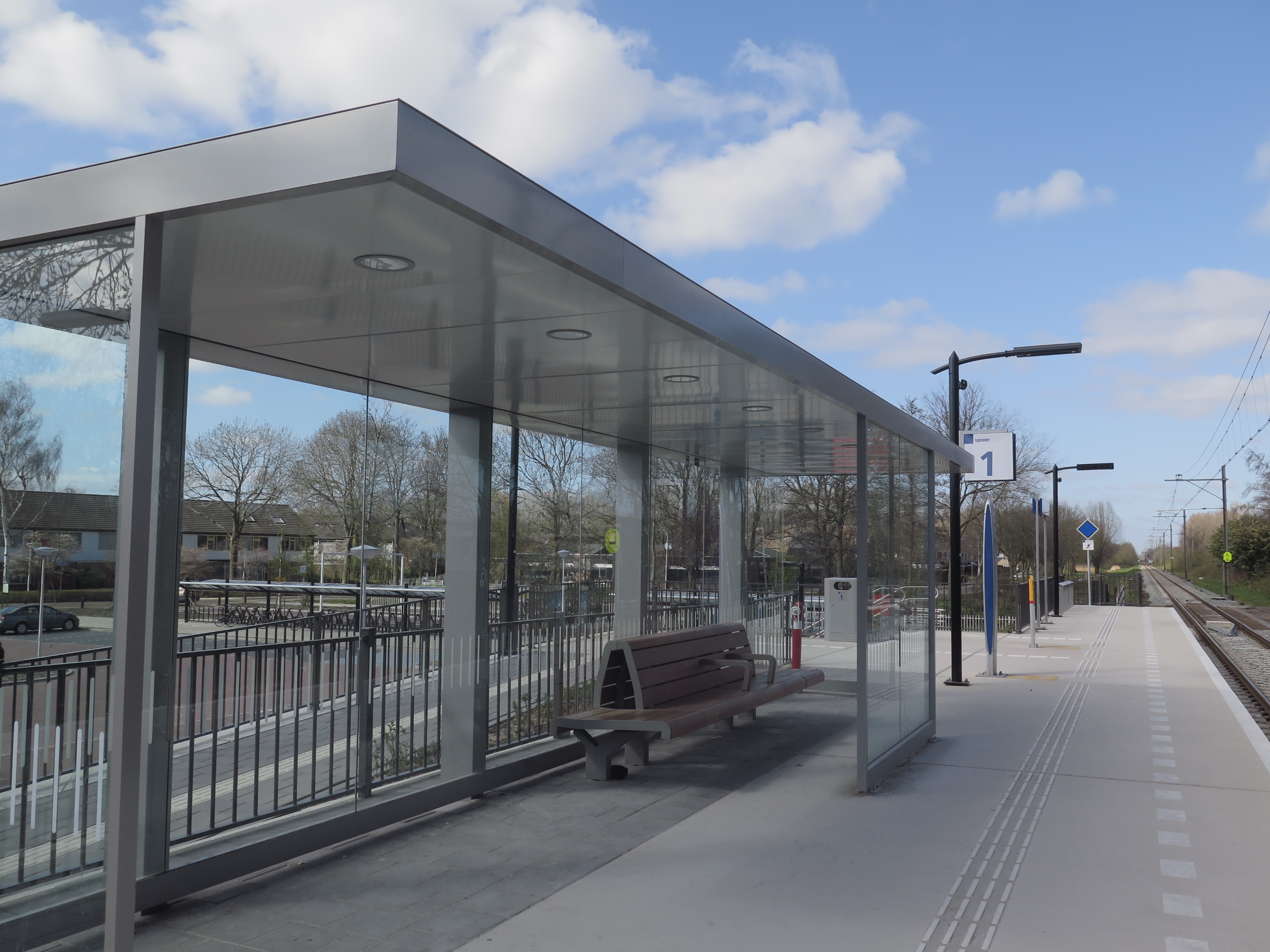
Perron richting Boskoop
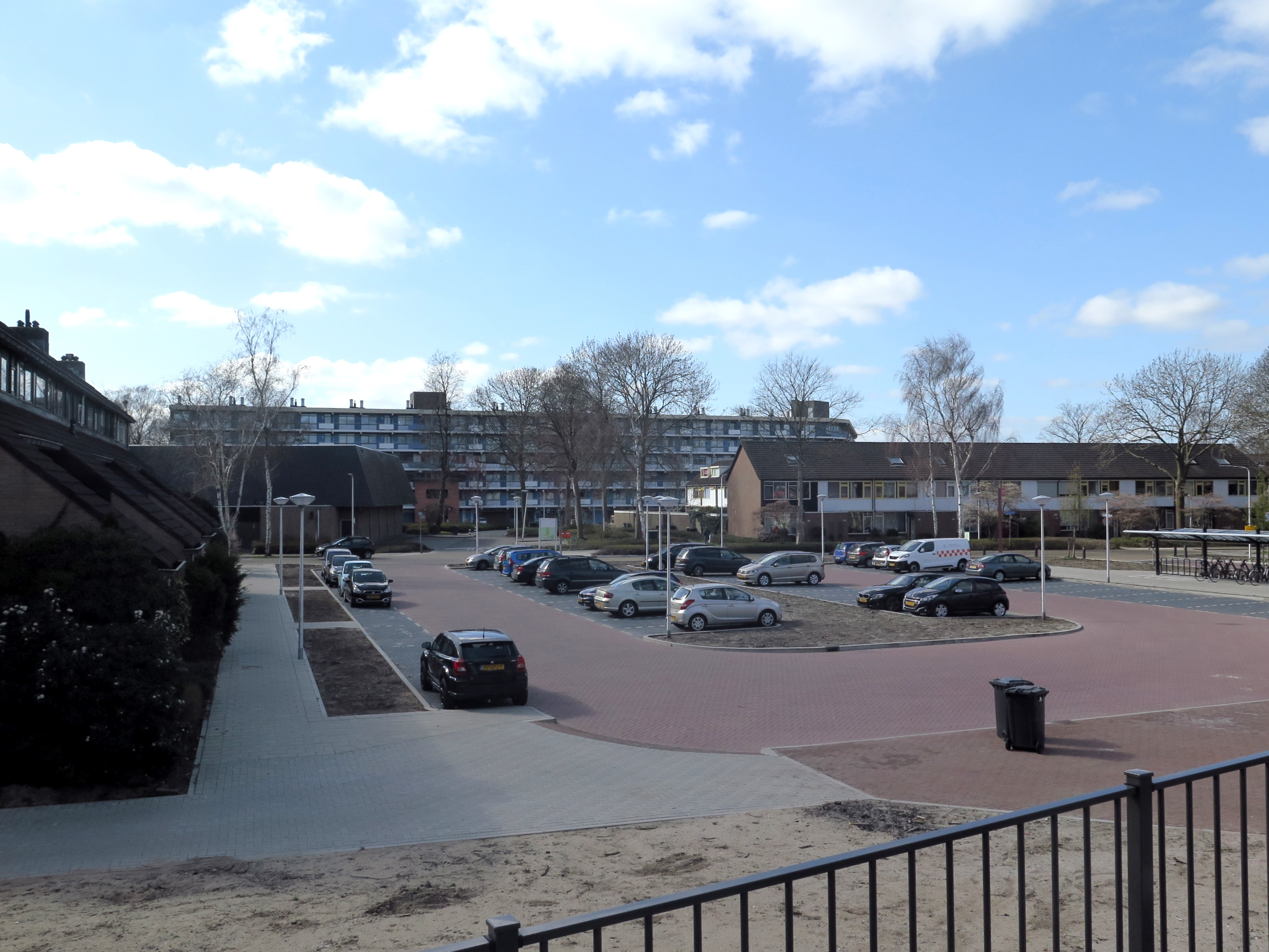
Parkeerterrein
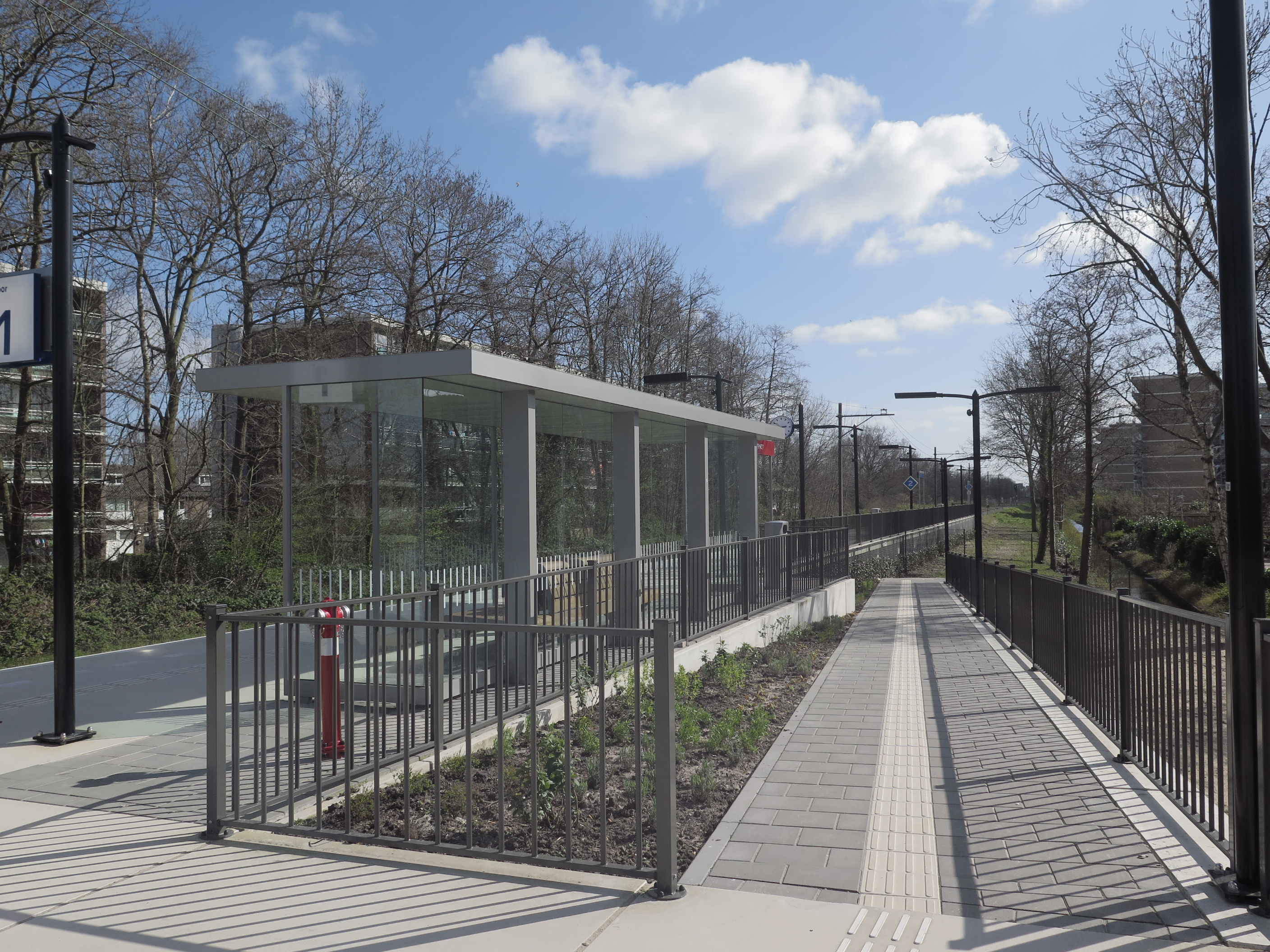
Hellingbaan

## Ontwikkeling aantal reizigers
Het aantal door NS vervoerde reizigers (per gemiddelde werkdag) ontwikkelde zich sedert 2019 als volgt:
| Jaar | Aantal reizigers |
| ---- | ---------------- |
| 2019 | 898              |
| 2020 | 469              |
| 2021 | 521              |
| 2022 | 678              |
| 2023 | 804              |
| 2024 | 822              |

0,0: Gouda ·
6,4: Waddinxveen Triangel ·
8,0: Waddinxveen ·
9,2: Waddinxveen Noord ·
10,6: Boskoop Snijdelwijk ·
11,6: Boskoop ·
17,5: Alphen a/d Rijn
Alphen a/d Rijn ·
Arkel · 
Barendrecht · 
Bodegraven · 
Boskoop · 
-Snijdelwijk · 
Boven Hardinxveld · 
Capelle Schollevaar · 
De Vink · 
Delft · 
-Campus · 
Den Haag:
-Centraal · 
-HS ·
-Laan van NOI · 
-Mariahoeve · 
-Moerwijk · 
-Ypenburg · 
Dordrecht · 
-Stadspolders ·
-Zuid ·
Gorinchem · 
Gouda · 
-Goverwelle · 
Hardinxveld:
-Blauwe Zoom · 
-Giessendam · 
Hillegom · 
Lansingerland-Zoetermeer · 
Leiden:
-Centraal · 
-Lammenschans · 
Nieuwerkerk a/d IJssel · 
Rijswijk · 
Rotterdam:
-Alexander · 
-Blaak · 
-Centraal · 
-Lombardijen · 
-Noord · 
-Stadion · 
-Zuid · 
Sassenheim · 
Schiedam Centrum · 
Sliedrecht · 
-Baanhoek · 
Voorburg · 
Voorhout · 
Voorschoten ·
Waddinxveen · 
-Noord ·
-Triangel ·
Zoetermeer · 
-Oost · 
Zwijndrecht
Geplande stations:
Gorinchem Noord · Hazerswoude-Koudekerk · Schiedam Kethel
Voormalige stations: zie de lijst van voormalige spoorwegstations in Zuid-Holland